# Friedrich Carl zu Castell-Castell
Friedrich Carl zu Castell-Castell (* 22. Juli 1864 in Castell; † 3. Januar 1923 in München) war Fürst zu Castell-Castell und deutscher Standesherr des Königreichs Bayern.

## Leben
Fürst Friedrich Carl war der Sohn des Grafen Friedrich Carl Wilhelm Ernst, Graf und Herr zu Castell-Castell (1826–1886) und der Gräfin Emma zu Solms-Rödelheim und Assenheim (1831–1904). Friedrich Carl zu Castell-Castell war ein Politiker und Soldat. Er war Oberst à la suite. Er erhielt den Ehrentitel eines Doktors honoris causa der Universität Würzburg und galt als wirtschaftlich gut situiert.
Am 7. März 1901 erhob Prinzregent Luitpold als Zeichen der Wertschätzung die beiden Vettern Friedrich Carl zu Castell-Castell und Wolfgang zu Castell-Rüdenhausen, den Vater Graf Alexanders von Faber-Castell, in den Fürstenstand. Friedrich Carl war erblicher Reichsrat der bayerischen Krone und Mitglied der Kammer der Reichsräte des Bayerischen Landtags. Er verstarb 1923 im Alter von 58 Jahren, war seit 1902 Kommendator des Johanniterordens.

## Ehe und Nachkommen
Friedrich Carl heiratete am 26. Juni 1895 in Merseburg Gertrud Gräfin zu Stolberg-Wernigerode (* 5. Januar 1872; † 29. August 1924). Das Paar hatte acht Kinder:
- Antonia (* 18. April 1896; † 4. Mai 1971)

⚭ 1918 Heinrich XXXIX. Reuß zu Köstritz (* 23. Juni 1891; † 24. Februar 1946)
- Carl (* 8. Mai 1897; † 10. Mai 1945)

⚭ 1923 Anna-Agnes Prinzessin zu Solms-Hohensolms-Lich (* 11. Januar 1899; † 8. September 1987)
- Constantin Friedrich (* 27. Oktober 1898; † 2. November 1966)

⚭ 1933 Luitgardis Gräfin von Rechteren-Limpurg (* 4. März 1908; † 3. April 1989)
- Margarethe (* 27. Oktober 1899; † 24. Dezember 1969)

⚭ 1922 Udo Prinz zu Löwenstein-Wertheim-Freudenberg (* 8. September 1896; † 28. Dezember 1980)
- Wilhelm Friedrich (* 12. Dezember 1901; † 11. November 1968)

⚭ 1930 Ella Hutt (* 25. September 1905; † 30. Mai 1980)
- Georg Friedrich[3] (* 12. Oktober 1904; † 6. September 1956)

⚭ 1938 Gudrun von Eichel gen. Streiber (* 12. August 1919; † 22. Mai 1997)
- Emma (* 8. Juni 1907; † 17. November 2004)

⚭ 1934 Eugen Johann Anton Freiherr von Lotzbeck (* 24. Februar 1882; † 22. Mai 1942)
- Dorothea Renata (* 11. Oktober 1910; † 1. Mai 1934)